# Sortavala
Sortavala (ruso: Сортавала) es una ciudad de la república rusa de Carelia, ubicada en el suroeste de la república. A efectos de autogobierno local es la capital del raión homónimo y una de sus cinco entidades locales, aunque en el mapa administrativo se considera directamente subordinada a la república, abarcando para la desconcentración un territorio equivalente al de su raión.
En 2019, la ciudad tenía una población de 19 961 habitantes en su territorio de autogobierno propio (sin incluir el resto del raión), de los cuales 18 847 vivían en la propia ciudad y el resto en los posiólok de Valaam, Zarechie, Krásnaya Gorka, Lamberg, Lájdenkiulia, Núkutalajti, Oyavois, Rantue, Tokkarlajti y Jiúmpiolia. En 2020 se amplió su territorio con el asentamiento de tipo urbano de Jeliulia, que hasta entonces tenía ayuntamiento propio, incluyendo como pedanías el pueblo homónimo y el posiólok de Rautakangas.
Se ubica en la costa septentrional del lago de Ládoga, unos 150 km al oeste de la capital republicana Petrozavodsk sobre la carretera A121 que lleva a San Petersburgo.

## Historia
Se conoce la existencia de la localidad desde 1468. Originalmente era conocida como "Sérdobol" (ruso: Сéрдоболь). Fue un pueblo del Zarato ruso hasta la guerra de Ingria, tras la cual se incorporó al Imperio sueco, que le dio el nombre de "Sordavala". En 1721, el tratado de Nystad incorporó la localidad al Imperio ruso, que le devolvió su topónimo original, la reconoció como ciudad en 1783 y la incorporó en 1812 al gran ducado de Finlandia. Tras la independencia de Finlandia en 1917, al año siguiente adoptó su actual topónimo, que es su nombre en finés y carelio. Pasó a formar parte de la Unión Soviética en 1940, tras el tratado de Paz de Moscú que puso fin a la guerra de Invierno.

## Clima
| Parámetros climáticos promedio de Sortavala | Parámetros climáticos promedio de Sortavala | Parámetros climáticos promedio de Sortavala | Parámetros climáticos promedio de Sortavala | Parámetros climáticos promedio de Sortavala | Parámetros climáticos promedio de Sortavala | Parámetros climáticos promedio de Sortavala | Parámetros climáticos promedio de Sortavala | Parámetros climáticos promedio de Sortavala | Parámetros climáticos promedio de Sortavala | Parámetros climáticos promedio de Sortavala | Parámetros climáticos promedio de Sortavala | Parámetros climáticos promedio de Sortavala | Parámetros climáticos promedio de Sortavala |
| Mes                                         | Ene.                                        | Feb.                                        | Mar.                                        | Abr.                                        | May.                                        | Jun.                                        | Jul.                                        | Ago.                                        | Sep.                                        | Oct.                                        | Nov.                                        | Dic.                                        | Anual                                       |
| ------------------------------------------- | ------------------------------------------- | ------------------------------------------- | ------------------------------------------- | ------------------------------------------- | ------------------------------------------- | ------------------------------------------- | ------------------------------------------- | ------------------------------------------- | ------------------------------------------- | ------------------------------------------- | ------------------------------------------- | ------------------------------------------- | ------------------------------------------- |
| Temp. máx. abs. (°C)                        | 6.4                                         | 8.8                                         | 15.0                                        | 22.0                                        | 27.5                                        | 32.0                                        | 35.4                                        | 29.9                                        | 24.5                                        | 18.4                                        | 11.4                                        | 9.4                                         | 35.4                                        |
| Temp. máx. media (°C)                       | -5.3                                        | -4.6                                        | 0.6                                         | 7.0                                         | 14.2                                        | 18.8                                        | 21.9                                        | 19.6                                        | 13.9                                        | 7.2                                         | 1.1                                         | -2.4                                        | 7.7                                         |
| Temp. media (°C)                            | -8.4                                        | -8.1                                        | -3.4                                        | 2.6                                         | 9.0                                         | 13.9                                        | 17.2                                        | 15.3                                        | 10.2                                        | 4.6                                         | -1.1                                        | -5.3                                        | 3.9                                         |
| Temp. mín. media (°C)                       | -11.5                                       | -11.6                                       | -7.4                                        | -1.7                                        | 3.7                                         | 9.0                                         | 12.5                                        | 10.9                                        | 6.5                                         | 2.0                                         | -3.3                                        | -8.1                                        | 0.1                                         |
| Temp. mín. abs. (°C)                        | -42.8                                       | -36.0                                       | -28.3                                       | -18.6                                       | -6.6                                        | -0.8                                        | 3.5                                         | 0.8                                         | -5.8                                        | -12.3                                       | -24.8                                       | -33.2                                       | -42.8                                       |
| Precipitación total (mm)                    | 47.2                                        | 35.9                                        | 34.6                                        | 31.7                                        | 42.9                                        | 61.8                                        | 58.0                                        | 84.8                                        | 63.5                                        | 68.9                                        | 65.9                                        | 62.4                                        | 657.6                                       |
| Fuente: Weather and climate in Sortavala    |                                             |                                             |                                             |                                             |                                             |                                             |                                             |                                             |                                             |                                             |                                             |                                             |                                             |